# 중주르산
중주르산(러시아어: Джугджу́р)은 하바롭스크 지방에 위치한 산으로 오호츠크해의 북서부에 위치해 있다. 높이는 1906 m이다. 알단강의 지류가 이곳에 위치해 있다.